# Pedro de Torrellas y Sentmenat
Pedro de Torrellas y Sentmenat (1663, Barcelona - c. 1717, Barcelona) marqués de Torrellas. Aristócrata y político español partidario de la Casa de Austria durante la Guerra de Sucesión Española. En 1713 era Gobernador de Cataluña y fue junto a Rafael Casanova uno de los principales dirigentes de la Campaña de Cataluña (1713-1714). 
Partidario del archiduque Carlos de Austria, bloqueó las Cortes de Cataluña de 1701 organizadas por Felipe V de España en un intento de hacerlas fracasar. Felipe V le ofreció el título de marqués para que levantara su bloqueo pero aquel lo rechazó. En 1704 fue elegido protector del brazo militar de Cataluña. Tras la toma de Barcelona por las tropas del archiduque Carlos de Austria este le nombró miembro de junta real, le concedió el título de marqués y le otorgó el cargo de Gobernador de Cataluña. En 1713 participó en la Junta General de Brazos que resolvió continuar la guerra en solitario contra Felipe V y contra Francia. Ante la ausencia tanto del rey como del virrey procedió a presidir la gobernación vicerregia y desde ese cargo decretó varias medidas represivas contra los contrarios a la guerra. Tras el fin de la rebelión continuó viviendo en Barcelona pero sus bienes le fueron embargados.